# Gare de Calvignac
La gare de Calvignac est une gare ferroviaire française fermée de la ligne de Cahors à Capdenac, située sur le territoire de la commune de Calvignac, dans le département du Lot, en région Occitanie.
Elle est mise en service en 1886 par la Compagnie du chemin de fer de Paris à Orléans, et est fermée aux voyageurs en 1980.

## Situation ferroviaire
Établie à 143 mètres d'altitude, la gare de Calvignac est située au point kilométrique (PK) 698,218 de la ligne de Cahors à Capdenac, entre les gares également fermées de Saint-Martin-Labouval et de Cajarc. Elle est suivie par le tunnel de Calvignac, long de 164 mètres, qui passe sous le village.
La ligne, en mauvais état, n'a plus de circulations.

## Service des voyageurs
Gare fermée située sur une section de ligne déclassée.
La ligne d'autocar no 878 remplace le train en été du 1er juillet au 31 août.

## Patrimoine ferroviaire
L'ancien bâtiment voyageurs est devenu une habitation privée.